# 諾頓森特 (麻薩諸塞州)
諾頓森特（英語：Norton Center）是位於美國麻薩諸塞州布里斯托縣的一個普查規定居民點。

## 人口
根據2020年美國人口普查的數據，諾頓森特的面積為4.67平方千米，當中陸地面積為4.39平方千米，而水域面積為0.27平方千米。當地共有人口2677人，而人口密度為每平方千米573.23人。